# Вайота (Вісконсин)
Вайота (англ. Wiota) — місто (англ. town) в США, в окрузі Лафаєтт штату Вісконсин. Населення — 830 осіб (2020).

## Демографія
Згідно з переписом 2010 року, у місті мешкало 856 осіб у 349 домогосподарствах у складі 254 родин. Було 400 помешкань
Расовий склад населення:
| - 98,6 % — білих - 0,1 % — чорних або афроамериканців |

До двох чи більше рас належало 0,7 %. Частка іспаномовних становила 0,7 % від усіх жителів.
За віковим діапазоном населення розподілялося таким чином: 20,2 % — особи молодші 18 років, 62,0 % — особи у віці 18—64 років, 17,8 % — особи у віці 65 років та старші. Медіана віку мешканця становила 46,8 року. На 100 осіб жіночої статі у місті припадало 99,5 чоловіків;  на 100 жінок у віці від 18 років та старших — 104,5 чоловіків також старших 18 років.
Середній дохід на одне домашнє господарство  становив 69 688 доларів США (медіана — 59 500), а середній дохід на одну сім'ю — 80 876 доларів (медіана — 68 125). Медіана доходів становила 39 904 долари для чоловіків та 32 955 доларів для жінок. За межею бідності перебувало 6,2 % осіб, у тому числі 7,1 % дітей у віці до 18 років та 7,5 % осіб у віці 65 років та старших.
Цивільне працевлаштоване населення становило 440 осіб. Основні галузі зайнятості: сільське господарство, лісництво, риболовля — 23,0 %, виробництво — 21,8 %, освіта, охорона здоров'я та соціальна допомога — 15,7 %, будівництво — 10,0 %.